# Angelusz Róbert
Angelusz Róbert (Budapest, 1939. január 27. – Mexikóváros, 2010. szeptember 1.) magyar szociológus, az ELTE Társadalomtudományi Kar professor emeritusa, a Magyar Tudományos Akadémia doktora.

## Élete

### Ifjúkora és tanulmányai
Alsóbb iskoláinak nagy részét a Békés vármegyei Gyulán végezte. 1952 és 1954 között a budapesti Gorkij Iskola tanulója volt. 1957-ben érettségizett a gyulai Erkel Ferenc Gimnáziumban. 1956-ban – még gimnazistaként – csatlakozott Kanka Andor, Kuthy Csaba és Winkler Lajos köréhez, amely a Simonyi Imre költő főszerkesztése alatt újraélesztett Gyulai Hírlapban jelentkezett cikkeivel. 1957-ben segédmunkásként dolgozott Budapesten a Magyar Optikai Műveknél. 1958-tól 1962-ig a Marx Károly Közgazdaságtudományi Egyetem hallgatója volt.

### Pályafutása
1962 és 1969 között a debreceni Kossuth Lajos Tudományegyetem Politikai Gazdaságtan Tanszékén volt tanársegéd, de érdeklődése ekkor már inkább a filozófiai, szociológiai kérdések felé fordult. Az 1963-as A foglalkoztatottság optimális foka, valamint az 1964-ben a Valóságban megjelent Ökonómia és elidegenedés című cikkeit követően költözött feleségével, Angelusz (Gubics) Erzsébet antropológussal Budapestre.
1969 és 1972 között a Magyar Rádió és Televízió Szecskő Tamás által vezetett Tömegkommunikációs Kutatóközpontjának főmunkatársa volt. 1972-től az ELTE Bölcsészettudományi Kar (ELTE BTK) Szociológiai és Szociálpolitikai Intézetének adjunktusa, docense, később – 2006-ig – a Szociológiaelmélet Tanszék tanszékvezető egyetemi tanára volt. 1962-ben nyerte el a kandidátusi fokozatot. 1981-ben habilitálták, 1996-ban lett a szociológiai tudomány doktora.
Hetvenedik születésnapja alkalmából Látás-viszonyok címmel tanulmánykötet jelent meg tiszteletére.

## Munkássága
A társadalmi mobilitás és kommunikáció, a tudásszociológia és a politikai attitűdök kutatója. Az 1980-as években a korlátozott nyilvánosság közvéleményre gyakorolt hatásaival foglalkozott. Úttörő jelentőségűek a társadalmi hálózatok vizsgálata terén Tardos Róberttel közösen elért eredményei.

## Elismerései
- Akadémiai Díj (1993)
- Széchenyi professzori ösztöndíj (1995)
- A Soros Alapítvány alkotói díja (1999)
- Polányi Károly-díj (2000)
- Szilárd Leó professzori ösztöndíj (2008)

## Főbb művei

### Monográfiák, tanulmánygyűjtemények
- Angelusz Róbert–László György: Vizsgálat a televízió híradójáról; TK, Bp., 1969 (Tanulmányok. MRT Tömegkommunikációs Kutatóközpont)
- Kommunikáló társadalom (Budapest, 1983)
- Félig-meddig. Reformgondolkodás és reformellenesség; Közgazdasági és Jogi, Bp., 1989 (Fehéren feketén)
- Hálózatok, stílusok, struktúrák (Tardos Róberttel; Budapest, 1991)
- Optikai csalódások. Közvélemény, nyilvánosság, tabu, mimikri; Pesti Szalon, Bp., 1996
- A láthatóság görbe tükrei. Társadalompolitikai tanulmányok (Budapest, 2000)
- Pártok között szabadon. Választók és társadalmi környezet a 90-es évek Magyarországán (Tardos Róberttel; Budapest, 2000)
- Angelusz Róbert–Tardos Róbert: Választási részvétel és társadalmi integráció; KSH, Bp., 2002 (Életmód-időmérleg)

### Szerkesztett kötetek
- Társadalmak rejtett hálózata (Budapest, 1991)
- A társadalmi rétegződés komponensei (Budapest, 1997, 1999, 2004)
- Törések, hálók, hidak. Választói magatartás és politikai tagolódás Magyarországon; szerk. Angelusz Róbert, Tardos Róbert; Demokrácia Kutatások Magyar Központja Közhasznú Alapítvány, Bp., 2005
- Mérésről mérésre. A választáskutatás módszertani kérdései. MA tankönyv; szerk. Angelusz Róbert, Tardos Róbert; Demokrácia Kutatások Magyar Központja Közhasznú Alapítvány, Bp., 2006
- Média, nyilvánosság, közvélemény. Szöveggyűjtemény; szerk. Angelusz Róbert, Tardos Róbert, Terestyéni Tamás; Gondolat, Bp., 2007